# Eileen Lemass
Eileen Lemass, née le 7 juillet 1932 à Cork City, est une femme politique irlandaise.
Membre du Fianna Fáil, elle est membre du Dáil Éireann de 1977 à février 1982 et de novembre 1982 à 1987 puis députée européenne de 1984 à 1989. 